# گنبد باز
بنای تاریخی گنبد باز مربوط به دوره صفوی است و دربالای یکی از کوه های مجاورت شهر تاریخی نطنز واقع شده ، این اثر در تاریخ ۲۲ فروردین ۱۳۴۶ با شمارهٔ ثبت ۶۴۴ به‌ عنوان یکی از آثار ملی ایران به ثبت رسیده‌است.
این بنای تاریخی در گذشته محلی برای تفریح و شکار پادشاهان صفوی بوده و قدمت آن به دوران شاه عباس بزرگ باز می‌گردد بنای گندباز یکی از شاهکارهای معماری دست ساز ایرانی ساختن بناهایی در ارتفاعات بلند است که کاری دشوار بوده است. در عین حال ظرافت های معماری و محاسبات دقیق در زمانی که وسایل امروزی وجود نداشته و درجایی که حتی راهی برای گذر نیست چیزی است که باعث شگفت زدگی و تعجب بینندگان می گردد.. طبق روایتی این گنبد را به‌دستور شاه عباس صفوی برای گرامیداشت یاد باز شکاری‌اش که لوند نام داشت برفراز کوه ساخته‌اند.
در سال‌های اخیر یک مسیر ۹۰۰متری توسط یکی از اهالی بومی برای رسیدن به این اثر تاریخی نشانه‌گذاری شده تا گردشگران به راحتی به این بنای تاریخی دسترسی داشته باشند. 

## مشخصات
بر روی سطحی دایره شکل به‌قطر تقریبی ۱۰ متر و بلندی ۸۰ سانتی‌متر الی ۳ متر بر قله کوهی به ارتفاع حدود 2هزار متر است، گنبد باز از آجر به شکل ۸ ضلعی ساخته شده است.
هر یک از درگاه‌های ۸ گانه آن به طول ۱۰۰ و عرض ۸۰ و بلندی ۱۸۰ سانتی‌متر است و به فاصله ۳۰ سانتی‌متر بالای هر درگاه دریچه‌هائی به ارتفاع ۹۰ سانتی‌متر تعبیه شده و هر درگاه و دریچه بالای آن از سمت خارج به ایوانی کوچک به طول ۲ و عرض ۱  و ارتفاع ۳ متر پایان می‌گیرد و کف ایوان‌ها را نیز با آجر چیده شده است.
درگاه این گنبد با ۱۱ پله مارپیچ که به سمت  سقف محوطه داخلی گنبد از شمال شرقی به جنوب غربی می‌رود.

## وجه تسمیه و ماجرای ساختن گنبد باز
در کتاب «زندگانی شاه عباس اول» تألیف نصرالله فلسفی به وجه تسمیه این مکان این طور اشاره شده است که شاه عباس برای شکار حیوانات بیشتر به گیلان و مازندران و گرگان و خراسان و برای شکار پرندگان، به اطراف اصفهان و کاشان مثل لنجان و نطنز می‌رفت .شاه به شکار پرندگان علاقه زیادی داشت و صید پرندگان بیشتر به وسیله بازهای شکاری صورت می گرفت و همه سال حکام ولایات از هرجا بازهای شکاری فراوان برای او می‌فرستادند.گاهی نیز فرستادگان مخصوصش از کشورهای بیگانه مانند روسیه و ترکستان بازهای شکاری جَلد و چابک به ایران می‌آوردند.
یکی از بازهای شکاری شاه عباس بازی بود معروف به باز «لَوَند» و این باز را به علت جَلدی و چالاکی‌اش به این نام می خوانده است. شاه عباس صفوی، این باز بی‌باک چابک را از سایر بازها بیشتر دوست داشت و بر حسب اتفاق، در سال ۱۰۰۱ هجری قمری، هنگامی که از اصفهان به قزوین می‌رفت، باز لوند در نزدیکی نطنز مُرد و شاه به علت علاقه فراوانی که به این باز داشت فرمان داد تا برفراز کوهی برجی به یادگار آن بنا کردند و این برج که هنوز پا برجا است به گنبد باز معروف است.
لازم به یادآوری است که نگارنده کتاب زندگانی «شاه عباس اول»، موضوع باز لوند را از کتاب «نقاوه الآثار ذکرالاخیار» محمود ابن هدایت الله افوشته ای نطنزی، مورخ بزرگ زمان شاه عباس آورده است.

## داستان افسانه ای
در مورد ساختن این بنا ، داستان های افسانه ای نیزبین مردم رواج دارد که به مرور زمان جنبه افسانه آمیز آن بر حقیقت پیشی گرفته است و معروفترین آنها به شرح زیر است.
روزی شاه عباس ضمن شكار در پیرامون این كوه به چشمه آبی برخورد می کند و چون آهنگ آشامیدن آب توسط باز شكاری او با پر زدن های ممتد ظرف آب را از دست شاه می اندازد و این عمل چند بار تكرار میگردد ، شاه غضبناك شده و باز را می كشد ولی پس از آنكه خشمش فرو می نشیند از كرده خود پشیمان میگردد ، به ویژه اینكه همراهان او شاه را آگاه می کنند كه در سرچشمه آب ماری مهیب یا به گفته مردم اژدهایی هولناك ضمن آشامیدن آب آن را به زهر خود آلوده کرده بوده است و شاه برای جبران آن دستور می دهد برای بازی كه جان خود را در راه زنده ماندن او از دست داده است ، برفراز كوهی بلند آرامگاهی بنا کنند و می گویند مصالح مورد نیاز بوسیله بز كه در بالا رفتن از كوه از چالاكی خاصی برخوردار است ، حمل شده است.

## نگارخانه

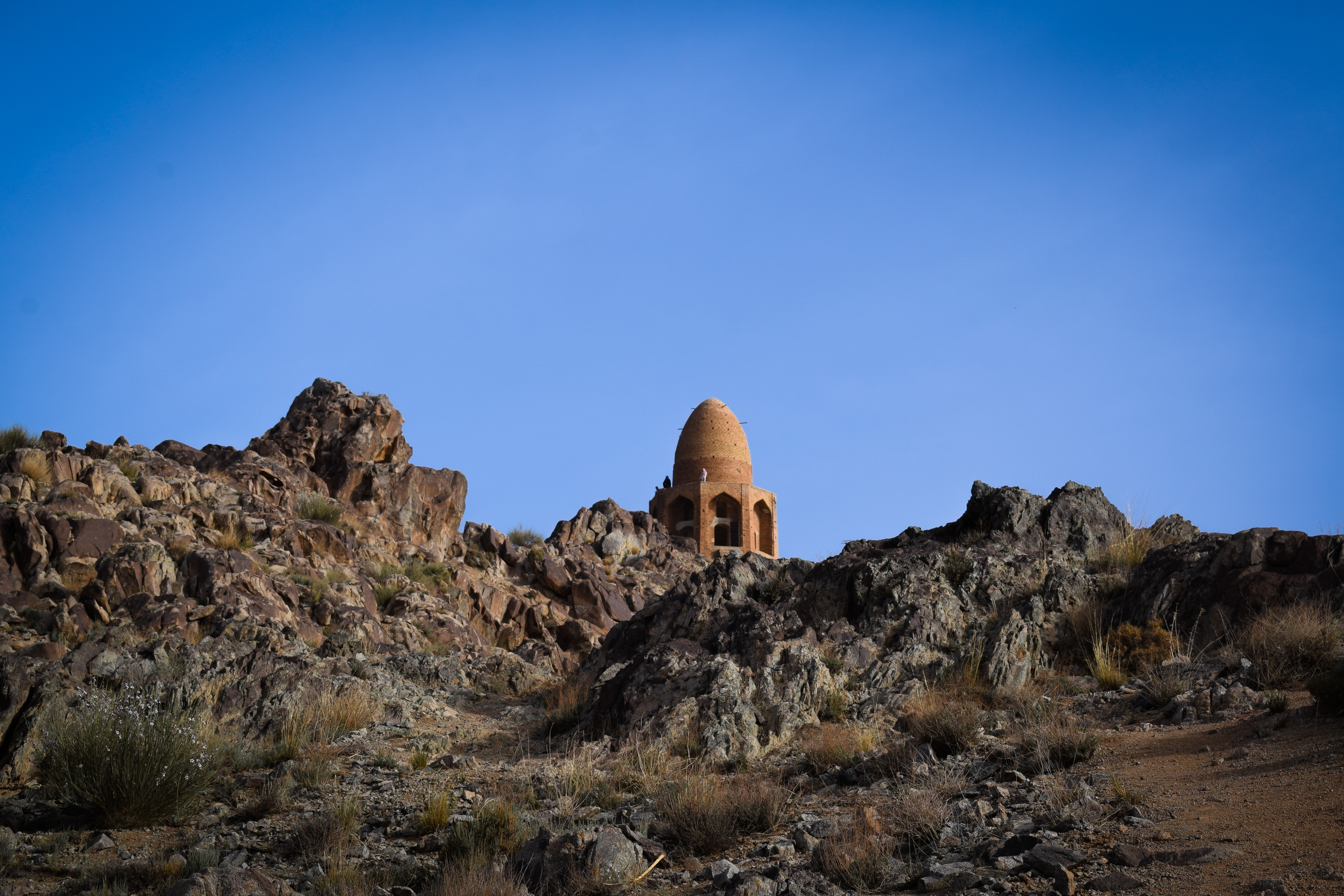
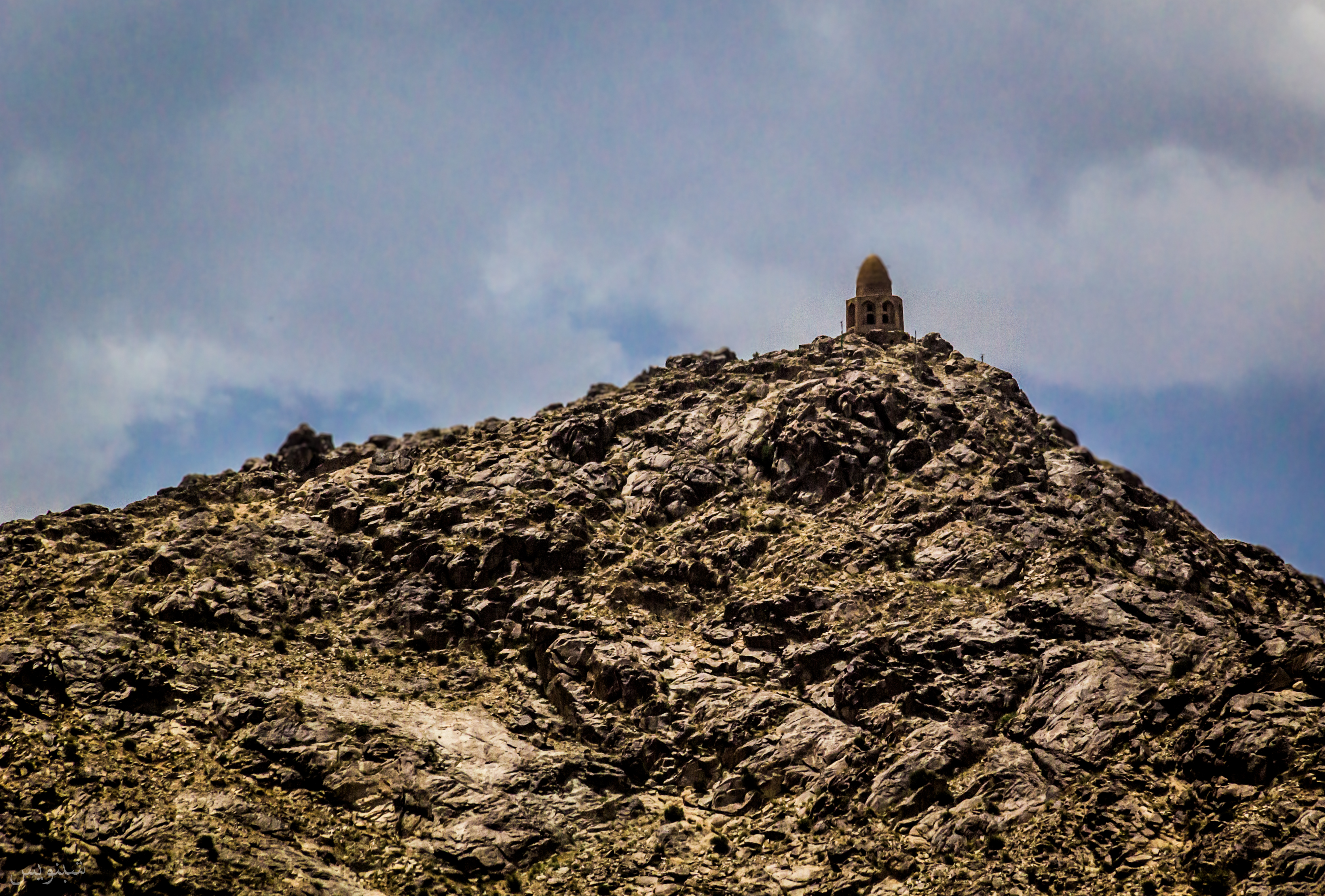
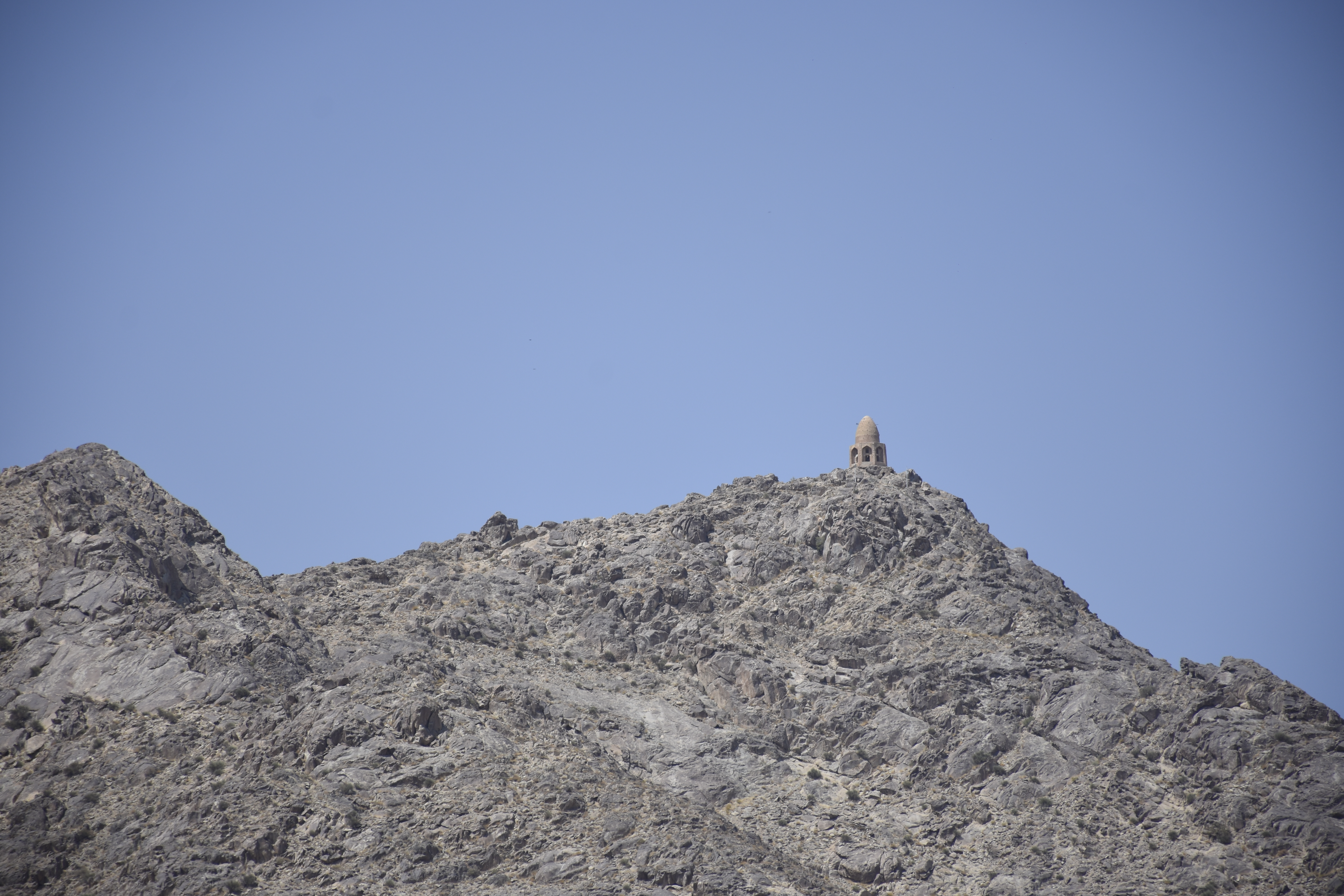